# Dani Litani
Dani Litani, pseudonimo di Dan Litovski (Haifa, 30 giugno 1943), è un musicista e attore israeliano.

## Biografia
All'età di 6 anni inizia a suonare il pianoforte. A nove anni si trasferisce a Gerusalemme e in seguito in diversi kibbutz, dove impara a suonare la fisarmonica e la chitarra. Tornato ad Haifa all'età di 17 anni, inizia ad interessarsi alla musica blues e al soul americano e fonda un gruppo di nome "Apache", dal nome del successo degli Shadows.
Dopo il servizio militare in una unità di combattimento, istituisce un gruppo di nome "gli scapoli", e in parallelo recita presso il Teatro di Haifa come comparsa nello spettacolo Giorni d'oro, Egli attraversò i campi (dell'israeliano Moshe Shamir), Hershele Ostropoler, Riccardo III e altri.
Finita la Guerra dei sei giorni, il suo gruppo musicale partecipa ad un programma radiofonico diretto da Shimon Israeli, cambiando anche nome in "ha-Namer ha-Norai" (in italiano: L'orribile leopardo). Nel 1968 suona nel musical Lui fu un chassidista (איש חסיד היה).
Nel 1970 registra per la prima volta da solista, ispirandosi alla musica di Bob Dylan, trasferendosi a Tel Aviv, dove è conosciuto con il cognome di "Litani" e conoscendo la sua compagna Drora Hawkin. Nello stesso anno compone alcuni testi per Lea Goldberg che rivolge questi testo a Cilla Dagan Katzman. Nel 1974 duetta insieme a Sandra Johnson Bendor per alcune trasmissioni radiofoniche americane.
Suona sia la chitarra che l'armonica a bocca e ha cantato alcune cover di artisti israeliani e non, tra cui Bob Dylan. Per alcune esibizioni, ha collaborato con Ronnie Peterson e Shalom Hanoch.
Nel 1980 è attore e cantante nel musical-TV אלוף בצלות ואלוף שום, un musical di Chaim Nachman Bialik.

## Discografia
- 1974 - Säh ha-Kol bajintaim
- 1976 - Michtawim l'ma'arechet
- 1978 - Jachas cham
- 1978 - Ha-basar ha-gadol
- 1980 - Schamajim
- 1992 - T'kufat ha-Chaitz
- 1994 - Min-Out
- 2008 - Sikum benajim

## Filmografia

### Cinema
- Ha-Chayim Al-Pi Agfa, regia di Assi Dayan (1992)
- Golem Ba'Maagal, regia di Aner Preminger (1993)
- Ingil, regia di Arnon Zadok (2001)

### Televisione
- Sof Onat Ha-tapuzim - documentario (1998)
- BeReverse - serie TV (2014)